# Tolar (Bolivia)
Tolar es una localidad de Bolivia, ubicada en el municipio de Ayo Ayo de la provincia de Aroma en el departamento de La Paz. En cuanto a distancia, Tolar se encuentra a 66 km de La Paz y a 163 km de Oruro. La localidad forma parte de la Ruta Nacional 1 de Bolivia (doble vía). 
Según el último censo de 2012 realizado por el Instituto Nacional de Estadística de Bolivia (INE), la localidad cuenta con una población de 237 habitantes y está situada a 3.981 m s. n. m.

## Demografía
La población de la localidad se mantuvo en las dos últimas décadas.
| Año  | Población | Fuente |
| ---- | --------- | ------ |
| 1992 | 323       | Censo  |
| 2001 | 388       | Censo  |
| 2012 | 237       | Censo  |